# Гленвилоу (Охајо)
Гленвилоу (енгл. Glenwillow) град је у америчкој савезној држави Охајо.

## Демографија
По попису из 2010. године број становника је 923, што је 474 (105,6%) становника више него 2000. године.
| Група             | 2000.       | 2010.       |
| Белци             | 422 (94,0%) | 524 (56,8%) |
| Афроамериканци    | 19 (4,2%)   | 265 (28,7%) |
| Азијати           | 0 (0,0%)    | 96 (10,4%)  |
| Хиспаноамериканци | 3 (0,7%)    | 10 (1,1%)   |
| Укупно            | 449         | 923         |